# Score (jednotka)
Score je stará anglická jednotka objemu, hmotnosti a byla také používána pro označení počtu kusů.

## hmotnost
- pro vlnu : jeden score =  9,072 kilogramu = 20 pound
- pro uhlí : jeden score = 25,064 kilogramu

## objem
- pro uhlí : jeden score = 27,47 metru krychlového

## Použitý zdroj
- Malý slovník jednotek měření, vydalo nakladatelství Mladá fronta v roce 1982, katalogové číslo 23-065-82